# Jurupa Valley
Jurupa Valley é uma cidade localizada no estado americano da Califórnia, no Condado de Riverside. Foi incorporada em 1 de julho de 2011.

## Geografia
A cidade tem uma área de 112,7 km², onde 112,1 km² estão cobertos por terra e 0,6 km² por água.

## Demografia
Jurupa Valley foi incorporada após o censo nacional de 2010, porém é possível determinar uma estimativa populacional somando o resultado das regiões censitárias de Glen Avon, Mira Loma, Pedley, Rubidoux e Sunnyslope. De acordo com essa estimativa, a sua população é de 94 235 habitantes e sua densidade populacional é de 840,63 hab/km².